# Germain Henri Hess
Germain Henri Hess (en rus Герман Иванович Гесс German Ivanovich Gess), nascut a Ginebra, Suïssa el 7 d'agost de 1802 i traspassat el 30 de novembre de 1850 a Sant Petersburg, Rússia, fou un destacat químic i físic rus d'origen suís conegut per la llei de Hess.

## Biografia
Hess nasqué a Ginebra, el seu pare era artista i emigrà el 1805 a Rússia amb tota la seva família perquè havia aconseguit un treball de tutor d'una família rica. Hess començà a estudiar medicina el 1822 a la Universitat de Tartu i aconseguí el títol de doctor en medicina el 1826. Però després d'un congrés on coincidí amb Jöns Jakob Berzelius, el gran químic suec, s'interessà per la química i anà a estudiar amb Berzelius a la Universitat d'Estocolm.
De retorn a Rússia organitzà una expedició als Urals amb l'objectiu d'estudiar la seva geologia i després practicà la medicina durant dos anys a Irkutsk.

## Obra
A partir de 1830 Hess es dedicà completament a la química fent recerca i donant classes. Fou professor a l'Institut de Tecnologia de Sant Petersburg. En un principi s'interessà pel descobriment i anàlisi de noves substàncies i després es decantà per estudis més teòrics (estudi de l'afinitat química). La seva principal contribució a la química es deu a uns experiments realitzats amb diversos hidrats d'àcid sulfúric sobre la calor implicada en la seva formació i publicats en un article el 1840 on enuncia la primera llei de la termoquímica, coneguda com a llei de Hess. En aquesta llei s'indica que l'energia implicada en una reacció química és independent de les etapes seguides per anar de reactius fins a productes. Així, Hess s'avançà dos anys al físic alemany Julius Robert von Mayer que enuncià el 1842 el principi de conservació de l'energia, més general.
D'altres investigacions foren l'estudi de minerals, especialment del tel·lurur d'argent, Ag₂Te, el qual mineral s'anomena hessita en el seu honor. També descobrí que l'oxidació dels sacàrids produeix àcid sacàrid.
Redactà un manual de química que fou un text bàsic, "Fundaments de Química Pura", en l'estudi de la química a Rússia durant moltes dècades (7 edicions) fins al 1861.